# TUBE×
『TUBE×』（チューブ・カケル）は日本のロックバンド・TUBEの初のコラボレーション・アルバム。2025年8月6日にSony Music Associated Recordsからリリースされた。

## 概要
デビュー40周年を記念したコラボレーション・アルバム。同年4月2日、YouTubeにて配信された「あー40周年！TUBE 夏まで待てないので生配信」にて紹介した、デビュー40周年となる2025年の6大プロジェクトの一環として発表された。
本作はDA PUMP、広瀬香美、聖飢魔II、FRUITS ZIPPER、THE ALFEE、梅田サイファー、LITTLE from KICK THE CAN CREW、近藤真彦、織田哲郎、GACKTというジャンルも世代も越えた日本の有名なアーティストが参加し、TUBEの“夏”という強力なアイデンティティに、それぞれの個性が交差することで生まれる、全く新しいサウンドの数々が収録された作品となっている。
ジャケットビジュアルは公開にTUBEのメンバーをはじめ、今作でコラボレーションを果たした全35人のアーティストが、アバター調のキャラクターとしてズラリと並ぶ構図で、40周年の記念作にふさわしい、ポップかつ華やかなビジュアルに仕上がっている。
収録曲のうち、「サヨナラのかわりに」と「真夏のじゅもん」は2024年にシングルとして発表されており、「ロマンス・イン・ザ・サン」と「ファミリー・サマー・バケーション」は本作に先駆けて配信限定シングルとして先行リリースされている。
同年7月25日には、TUBE、近藤真彦、織田哲郎による楽曲「6、6、Rock!」のレコーディングムービーが、8月1日には6月14日と15日にエスフォルタアリーナ八王子で行われたライブイベント『八王子魂Festival＆Carnival2025』からTUBE、梅田サイファー、LITTLE from KICK THE CAN CREWによる楽曲「AHH SUMMER DAY」のライブパフォーマンス映像が、それぞれYouTubeにて公開された。
本作では初回限定盤がなく、通常盤1種のみの発売。

## 収録曲
| #         | タイトル                                                          | 作詞                     | 作曲           | 編曲                      | 時間  |
| --------- | ----------------------------------------------------------------- | ------------------------ | -------------- | ------------------------- | ----- |
| 1.        | 「真夏のじゅもん」(DA PUMP)                                       | 前田亘輝、ヤマモトショウ | 春畑道哉       | TUBE、ヤマモトショウ、Mwk | 4:02  |
| 2.        | 「ロマンス・イン・ザ・サン」(広瀬香美)                            | 広瀬香美                 | 広瀬香美       | 宗本康兵                  | 5:17  |
| 3.        | 「No Shark No Surf - 夏地獄 -」(聖飢魔II)                         | デーモン閣下             | ルーク篁       | TUBE、ルーク篁            | 5:38  |
| 4.        | 「ファミリー・サマー・バケーション」(FRUITS ZIPPER)               | ヤマモトショウ           | ヤマモトショウ | ヤマモトショウ            | 4:26  |
| 5.        | 「Once Upon a Time in Love」(THE ALFEE)                           | 前田亘輝                 | 高見沢俊彦     | 高見沢俊彦                | 4:46  |
| 6.        | 「AHH SUMMER DAY」(梅田サイファー、LITTLE from KICK THE CAN CREW) | 梅田サイファー、LITTLE   | 梅田サイファー | Cosaqu                    | 3:48  |
| 7.        | 「６、６、Rock!」(近藤真彦、織田哲郎)                             | 前田亘輝                 | 織田哲郎       | 織田哲郎                  | 4:15  |
| 8.        | 「サヨナラのかわりに」(GACKT)                                     | TUBE、GACKT              | TUBE、GACKT    | TUBE、GACKT               | 3:49  |
| 合計時間: | 合計時間:                                                         | 合計時間:                | 合計時間:      | 合計時間:                 | 36:01 |

## 演奏
- 前田亘輝：Vocal (#All)
- 春畑道哉
  - Electric Guitar (#All)
  - Intro Background Vocal (#2)
  - Background Vocal (#7)
- 角野秀行
  - Electric Bass (#1.3-8)
  - Intro Background Vocal (#2)
  - Background Vocal (#7)
- 松本玲二
  - Drums (#1.3-8)
  - Intro Background Vocal (#2)
  - Background Vocal (#7)
- ISSA (DA PUMP)：Vocal (#1)
- Mwk (agehasprings Party)：Programming & All Other Instruments (#1)
- 広瀬香美：Vocal (#2)
- 佐藤晶
  - Intro Background Vocal (#2)
  - Background Vocal (#3)
- 宗本康兵、森田ジョニー貴裕：All Other Instruments (#2)
- デーモン閣下 (聖飢魔II)：Vocal (#3)
- ジェイル大橋、ルーク篁：Electric Guitar (#3)
- ゼノン石川：Electric Bass (#3)
- FRUITS ZIPPER (月足天音、鎮西寿々歌、櫻井優衣、仲川瑠夏、真中まな、松本かれん、早瀬ノエル)：Vocal (#4)
- ヤマモトショウ (agehasprings Party)：Programming & All Other Instruments (#4)
- 桜井賢 (THE ALFEE)：Vocal (#5)
- 坂崎幸之助 (THE ALFEE)：Acoustic Guitar & Background Vocal (#5)
- 高見沢俊彦：Electric Guitar & Background Vocal  (#5)
- 宮永治郎：Programming (#5)
- LITTLE (KICK THE CAN CREW)、KBD・KZ・コーラ・ILL SWAG GAGA (梅田サイファー)：Vocal (#6)
- Cosaqu (梅田サイファー)：Vocal, All Other Instruments (#6)
- 近藤真彦：Vocal (#7)
- 織田哲郎：Vocal, Electric Guitar, Keyboards (#7)
- GACKT：Vocal (#8)
- 亀井友莉、林周雅：1st Violin (#8)
- 三品芽生：Viola (#8)
- 村岡苑子：Cello (#8)